# Джонсон, Дэвид (философ)
Дэвид Кайл Джонсон (англ. David Kyle Johnson, род. 1977) — профессор философии в Королевском колледже в Уилкс-Барре, Пенсильвания. Он специализируется на логике, метафизике, свободе воли и философии религии.

## Ранние годы
Д. Джонсон родился в Гаймоне, штат Оклахома, в 1977 году.
Он учился в Университете Оклахомы (с 2000 по 2006 год), где получил степень магистра и доктора философии.

## Академическая философия
Первая опубликованная статья Джонсона «Бог, фатализм и временная онтология» была основана на его диссертации «Божественное всеведение и дилемма фатализма».
Он много писал и дискутировал (в печати) с Виктором Реппертом по поводу аргумента от разума, спор этот начался в книге К. С. Льюиса «Христианская апологетика: за и против» под редакцией Грегори Бассхема. Джонсон утверждает, что аргумент Репперта несостоятелен по трём причинам: 1) Он «загружает игральную кость», ложно предполагая, что натурализм по определению не может включать ментальную причинность «на базовом уровне»; 2) Физические процессы могут надёжно порождать истинные убеждения; и 3) «рассуждение не обязательно является ментальным».
В своей статье 2013 года «Опровержение скептического теизма» Джонсон утверждал, что, вопреки утверждениям скептических теистов, наблюдение, казалось бы, неоправданного зла действительно снижает вероятность существования Бога. Впоследствии он обменялся мнениями по этой теме с Тимоти Перрином.
Джонсон опубликовал статьи в таких журналах, как Sophia, Religious Studies, Philo, SHERM (Социально-историческое исследование религии и служения) и Science, Religion and Culture, а также трилогию статей о существовании души, свободной воли и Бога для журнала Think.

## Популярная философия
Джонсон подготовил три лекции для серии «Великие курсы»: «Изучение метафизики» (2014), «Большие вопросы философии» (2016) и «Sci-Phi: научная фантастика как философия» (2018).
Он отредактировал три книги из серии «Философия и поп-культура» Уильяма Ирвина (выпущенной издательством Blackwell Publishing): «Чёрное зеркало и философия: Тёмные размышления», «Начало и философия: Потому что это никогда не просто сон» и «Герои и философия: Купи книгу, спаси мир». Он также был соредактором (совместно с Уильямом Ирвином) книги «Введение в философию через поп-культуру: от Сократа до Южного Парка, от Юма до Хауса».
Джонсон выступил с популярной презентацией Talks at Google, посвящённой его книге «Начало и философия».
Он является редактором «Справочника по популярной культуре как философии» издательства Palgrave.
В 2020 году он занял должность исполнительного директора Глобального центра религиозных исследований (GCRR).
В 2015 году Джонсон выпустил книгу «Мифы, укравшие Рождество: семь заблуждений, похитивших праздник (и как мы можем их вернуть)».
Джонсон привёл множество аргументов против лжи детям о существовании Санта-Клауса. В частности, он предлагает избегать лжи о Санта-Клаусе, поскольку «это ложь, она подрывает доверие к вам как к родителям, она поощряет доверчивость, она не поощряет воображение и она равносильна подкупу ваших детей за хорошее поведение».
Он также появился в программе Шона Хэннити Hannity на канале Fox News, где говорил об этой проблеме; после этого Джонсон написал: «Извините, Шон Хэннити, правда о Санте — это не «фейковые новости».
Джонсон ведёт два блога для Psychology Today: «Платон о поп-музыке» и «Логический взгляд».
Он также писал статьи для блога Лондонской школы экономики об американской политике.
Билл Най похвалил Джонсона за его работу и создание личного интереса к философии. Най сказал о «Больших вопросах философии»: «Я читал его книгу так много раз, что она развалилась. Мне пришлось купить ещё один экземпляр».

## Награды
Во время учёбы в Оклахоме Джонсон выиграл премию имени Кеннета Меррилла за преподавание в аспирантуре.
В 2011 году комитет по публичной философии Американской философской ассоциации вручил ему награду за его способность сделать философию доступной широкой публике.

### Автор книг
- Exploring Metaphysics (2014)
- The Myths that Stole Christmas: Seven Misconceptions that Hijacked the Holiday (and How We Can Take It Back) (2015)
- The Big Questions of Philosophy (2016)
- Sci-Phi: Science Fiction as Philosophy (2018)

### Редактор книг
- Heroes and Philosophy: Buy the Book, Save the World (2009)
- Introducing Philosophy Through Pop Culture: From Socrates to South Park, Hume to House (2010)
- Inception and Philosophy: Because It's Never Just a Dream (2011)
- Black Mirror and Philosophy: Dark Reflections (2019)